# 蒙托里奥 (布尔戈斯省)
蒙托里奥，是西班牙卡斯蒂利亚-莱昂布尔戈斯省的一个市镇。总面积24平方公里，总人口163人（2001年），人口密度7人/平方公里。